# Cele Goldsmith
Cele Goldsmith (1933 - 14 januari 2002) was een Amerikaanse redactrice. Ze was de redacteur van Amazing Stories van 1959 tot 1965 en van Fantastic van 1958 tot 1965. In 1962 werd ze daarvoor onderscheiden met een Hugo Special Award.
Goldsmith begon haar redactiewerk onder Paul W. Fairman. Na het vertrek van Fairman bij uitgeverij Ziff-Davis in 1958, werd Goldsmith redacteur van Amazing Stories en Fantastic. Ze stond open voor nieuwe auteurs en experimenten. Zo heeft ze verschillende belangrijke sciencefiction en fantasy schrijvers ontdekt, waaronder Thomas M. Disch, Ursula K. Le Guin, Keith Laumer, Sonya Dorman en Roger Zelazny. Ook heeft ze Fritz Leiber uit zijn schrijversblok gekregen en was ze een van de eerste Amerikaanse redacteurs die de Britse auteur J. G. Ballard publiceerde.
Ursula Le Guin en de latere redacteurs van Fantastic en Amazing Barry N. Malzberg en Ted White benadrukken dat Goldsmith een belangrijke rol heeft gespeeld voor het genre.
In 1965 werden Amazing Stories en Fantastic verkocht aan de uitgeverij Ultimate Publications van Sol Cohen. Goldsmith bleef bij Ziff-Davis, waar ze nog 30 jaar lang werkte voor het het tijdschrift Modern Bride. Ze overleed in 2002 aan de gevolgen van een auto-ongeval.